# Boloria purpurea
Boloria purpurea (лат.) — вид насекомых из рода Болорий, обитающий в Бурятии на высоте 1900—2000 м над уровнем моря. Эта бабочка была обнаружена на травянистом тундровом болоте с несколькими кустами в то время, когда Boloria eugenia и Erebia collios летают в другой части тундры. Население было очень локальным и проживало недалеко от того места, где был собран Oeneis ponsa — заново открытого в ходе этой экспедиции 1999 года эндемика Забайкалья.

## Описание
Длина переднего крыла 19,5 мм. Антенна и булава в основном блочные; соотношение длины к ширине в средних сегментах 2:1. Верхняя сторона передних крыльев интенсивно оранжево-красная, очень редко желтоватая с типичным для этой группы рисунком: интенсивные и хорошо развитые черные пятна. Базальная часть затемнена, за исключением первого черного пятна в клетке. Тогда в ячейке нет точек (как правило, иногда присутствует одна маленькая и очень редко две соединенные точки), чем вертикальное пятно и последняя точка на границе ячейки. Дисковый ряд пятен выглядит постоянным. Расположение пятна между Cu1-Cu2 очень необычное: присутствуют все вариации от раздельного до слитного с клеткой и углом Cu1. Нельзя сказать, какой вариант типичен. Есть много экземпляров с более или менее обособленным расположением, но есть и другое расположение, доказывающее, что сам вариант не так важен у этого вида.
Постдискальный ряд состоит из 6 пятен, они располагаются одной линией. Краевые полосы обычно простираются к субмаргинальной линии; некоторые прожилки всегда с хорошо видимой треугольной формой. Верхняя сторона задних крыльев типичная, практически все краевые полосы всегда с контрастной треугольной заостренной формой. Постдискальный ряд развит очень хорошо, крупнее остальных. Нижняя сторона передних крыльев неконтрастная, красноватая, большей частью без черных точек. Бахрома обычно без контрастного затемненного порта, не темнее краевых пятен потливости на окаймленном бахромой крыле. Но иногда бахрома с очень маленькой темной частью немного темнее краевых пятен. Нижняя сторона задних крыльев контрастна, но не настолько, потому что покрыта красноватым напылением чешуи. Иногда общий цвет бледнее, иногда темнее. Базальная часть с внешней стороны не дугообразная. Под углом внутренней границы первое светлое пятно касается угла R-вены. Внутренний край жемчужного пятна в ячейке смещен от угла Cu2. Светлое пятно между Cu1 и Cu2 смещено в базальную часть крыла. То же пятно между Cu2 и 2А редуцировано, но не так сильно и обычно заметно. Желтое пятно на краевом пространстве всегда без блочной точки, лишь иногда эта точка слегка выступает сверху. Гениталии характеризуется промежуточным (между Boloria alaskensis и Boloria napaea altaica) размером гарпы и очень большой перепончатой областью на тегумене.

### Самка
Длина переднего крыла 19-20 мм. Рисунок похож на рисунок крота, но основной цвет необычно темно-красно-фиолетовый с густым напылением темных чешуек. Лапка крыльев закругленная. Нижняя сторона задних крыльев сильно контрастная с зеленоватым налетом, бахрома контрастная.

### Сравнения
Все характеристики не такие, как у Boloria alaskensis; бабочка сильно отличается от бабочки из ареала Кодар, но принадлежит к комплексу napaea, а не к группе pales (длинная голова гарпы, диморфные самки). Boloria purpurea похож на Boloria napaea Hoffmansegg, 1804 по некоторым характеристикам, если рассматривать некоторые европейские подвиды. От B. n. altaica новый вид отличается действительно меньшими размерами, более контрастной нижней стороной с красноватым (не желтоватым или зеленоватым) налетом. Внешний вид бабочек также отличается более угловатыми крыльями. Boloria frigidalis имеет более темную нижнюю сторону, o контрастную бахрому у самца, и часто присутствует блочная точка в желтом пятне на нижней стороне переднего крыла. Оба B. napaea (включая altaica) и Boloria frigidalis отличаются от новых видов обычным расположением пятна между Cu 1-Cu2, которое всегда четко отделено от клетки. По этой характеристике B. purpurea ближе к группе бледностей, как отмечалось выше. Самка, внешний вид которой имеет большое значение для идентификации в этом роде, имеет очень необычную окраску, совершенно отличную от более светлых самок B. n. altaica и B. frigidalis.